# Wigwam

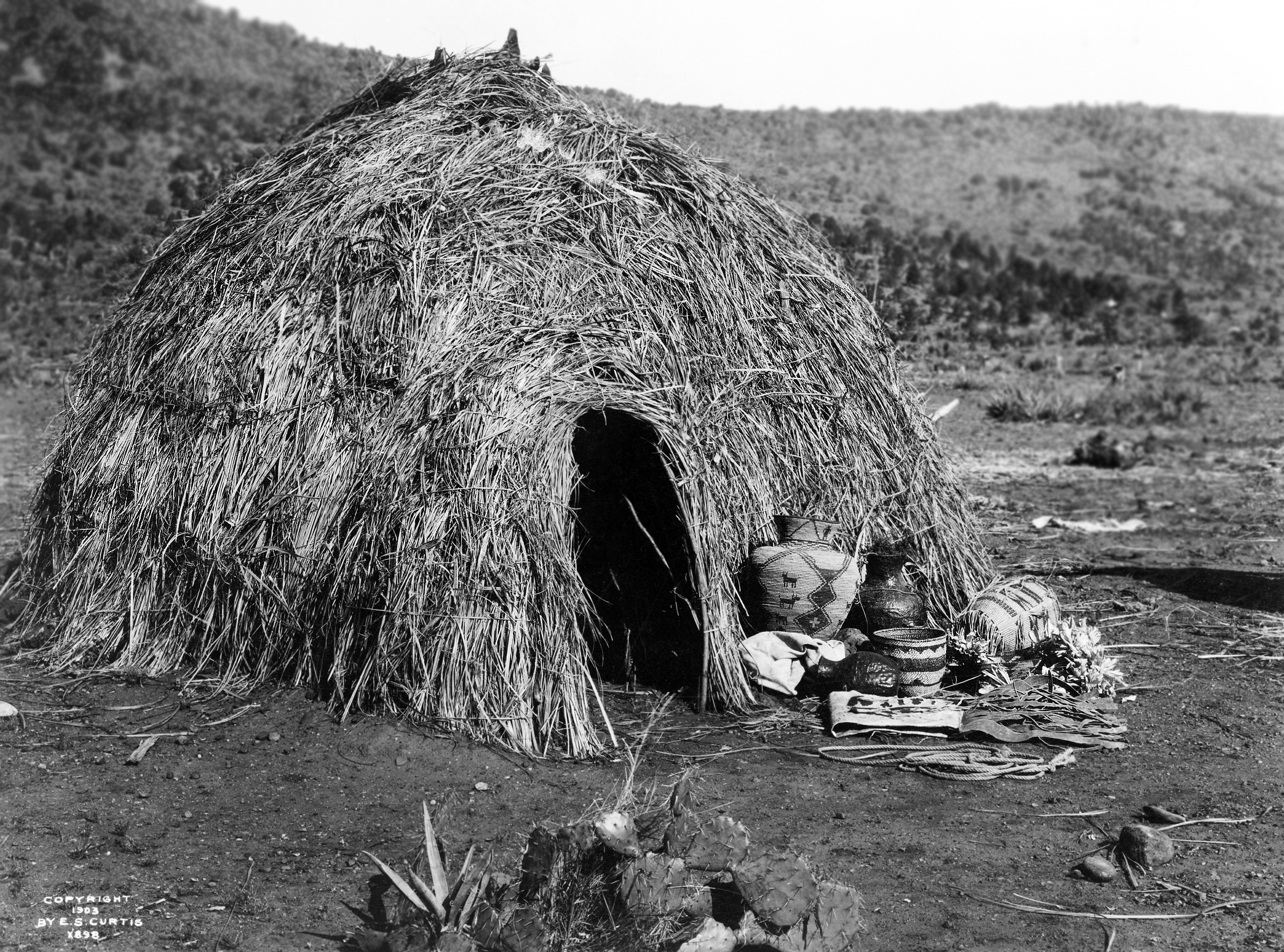
Wickiup Apatxe, per Edward S. Curtis, 1903.

Un wigwam, paraula derivada de l'idioma algonquinià, o wickiup és un habitatge cupulat d'una sola estança usat per certes tribus natives nord-americanes. El terme  wickiup  s'usa generalment per a aquest tipus d'habitatge al Sud-oest i oest dels Estats Units.  Wigwam  s'aplica usualment a aquestes estructures al Nord-est dels Estats Units. L'ús d'aquests termes pels no nadius és una cosa arbitrària i pot referir-se a molts tipus diferents d'estructures, independentment de la localització o del grup cultural.
No s'ha de confondre amb els tipis que són d'estructura i ús diferent.

## Estructura
El refugi en forma de cúpula, rodó, és usat per moltes i diferents cultures natives. La superfície corba el fa un refugi ideal per a tota mena de condicions. Era tan segura i càlida com les primeres cases dels primers colons.
Aquestes estructures es formen amb una armadura de pals arquejats, habitualment de fusta, que es cobreixen amb material per formar el sostre. Els detalls de la construcció varien amb cada cultura i amb la disponibilitat de materials. Alguns dels materials usats com a cobertura inclouen herba, males herbes, escorça, joncs, estores, canyes, pells o teixits.
Les dones eren les encarregades de construir aquests refugis.